# 105-та окрема бригада матеріально-технічного забезпечення (РФ)
105-та окрема орденів Кутузова та Червоної зірки бригада матеріально-технічного забезпечення (105 ОБр МТО, в/ч 11386) — формування спеціальних військ у складі 2-ї загальновійськової армії Центрального військового округу.

## Розташування
105-та окрема бригада МТЗ дислокується у 3 гарнізонах Центрального військового округу; смт Рощинське Самарської області (розташовуються навчальні підрозділи), міста Чебаркуль Челябінської області й селища Тоцьке Оренбурзької області. До 2013 року був ще гарнізон Гагарський у Свердловській області, що згодом передислоковано у смт Рощино.
За іншими даними дислокація бригади у Самарській області у місті Самара, селищі Кряж.

## Склад
До складу бригади входять:
- 246-й окремий автомобільні батальйони (забезпечують підвезення матеріальних засобів, займаються транспортуванням й евакуацією особового складу),
- 358-й окремий автомобільний батальйон, в/ч 14562;
- 224-й окремий дорожньо-комендантський батальйон (підготовка й експлуатація військової техніки, відновлення доріг),
- 77-й окремий ремонтно-відновлювальний батальйон (комплексного ремонту) (поточний ремонт військової техніки й озброєння),
- 72-й окремий ремонтно-відновлювальний батальйон (комплексного ремонту), в/ч 23293;
- 980-та окрема автомобільна рота заправки пальним (масова заправка пальним)
- окрема автомобільна рота підвозу води;
- окрема автомобыльна рота багатовісних тяжких колесних тягачів;
- склад ПММ;
- склад РАО